# Torrejón City
Pour plus de détails, voir Fiche technique et Distribution.
Torrejón City est un western spaghetti espagnol réalisé par León Klimovsky et sorti en 1962.

## Synopsis
Lorsque l'étrange cow-boy Tim el Bueno - myope et avec des outres à vin dans les sacoches de sa selle - arrive à Torrejón City, Wyoming, toute la ville le prend pour le fameux hors-la-loi 'El Malo'. Lorsque les habitants, qui n'ont pas fui dans la peur panique, veulent même le lyncher pour cette raison, ils apprennent que c'est en réalité le shérif Rodriguez qui est chargé de faire le ménage parmi la pègre et son cousin El Malo.

## Fiche technique
- Titre original espagnol : Torrejón City[1]
- Réalisateur : León Klimovsky
- Scénario : Rafael J. Salvia
- Photographie : Manuel Hernández Sanjuàn
- Montage : Antonio Gimeno
- Musique : Gregorio García Segura
- Production : Esther Cruz
- Société de production : Tyrys Films
- Pays de production :  Espagne
- Langue originale : espagnol
- Format : couleurs - Son mono - 35 mm
- Durée : 89 minutes
- Genre : western spaghetti
- Dates de sortie :
  - Espagne : 19 novembre 1962 (Barcelone)

## Distribution
- Tony Leblanc : Tom El Bueno/Tim El Malo
- May Heatherly (en) : Ruth
- Antonio Garisa : Tio Sam
- Beni Deus : Doug
- Venancio Muro : Fiscal
- Francisco Moran (es) : Mac